# Joseph Unruh
Joseph Raimund Friedrich Unruh (* 5. März 1792 in Passau; † 16. Mai 1866 ebenda) war ein bayerischer Verwaltungsbeamter und Kommunalpolitiker.

## Werdegang
Joseph Unruh war der Sohn des Stadtsyndikus und Magistratrats Franz Sales Unruh und Enkel des Malers Johann Georg Unruhe. Nach erfolgter Staatsprüfung kam er 1816 als Beamter an die Regierung des Unterdonaukreises und wurde 1818 Sekretär und 1821 rechtskundiger Magistratsrat in Passau.
Von 1823 bis 1845 wurde Unruh zum Bürgermeister gewählt. Durch Wegzug der Regierung des Unterdonaukreises 1839 nach Landshut verfiel die Stadt unter seiner Amtszeit zur unbedeutenden Provinzstadt. Nach 23 Amtsjahren wurde er 1845 auf eigenes Ersuchen wegen Verfall seiner körperlichen Konstitution, insbesondere wegen Gedächtnisschwäche in den Ruhestand versetzt.